# Longipedia coronata
Longipedia coronata är en kräftdjursart som beskrevs av Claus 1863. Longipedia coronata ingår i släktet Longipedia och familjen Longipediidae. Arten är reproducerande i Sverige. Inga underarter finns listade i Catalogue of Life.